# Мяловицкий, Анатолий Владимирович
Анатолий Владимирович Мяловицкий (1 августа 1925 года, село Чехова, теперь Ружинского района Житомирской области — 5 марта 2021 года, город Киев) — украинский советский партийный деятель, главный редактор журнала «Коммунист Украины». Депутат Верховного Совета УССР 10—11 созывов. Кандидат в члены ЦК КПУ в 1976—1990 г. Кандидат философских наук (1966), доцент.

## Биография
Родился в крестьянской семье. К началу Великой Отечественной войны окончил 9 классов Копыловской средней школы Макаровского района Киевской области.
С февраля 1944 года — в Советской армии: писарь-каптенармус 262-го стрелкового Неманского полка 184-й стрелковой дивизии 3-го Белорусского фронта.
После демобилизации в 1947 году окончил Макаровскую среднюю школу Киевской области.
В 1952 году окончил юридический факультет Киевского государственного университета имени Тараса Шевченко.
В 1952—1955 годах — ревизор, старший ревизор Ровенской областной нотариальной конторы.
Член КПСС с 1955 года.
В 1955—1961 годах — инструктор Ровенского городского комитета КПУ, лектор Ровенского областного комитета КПУ.
В 1961—1965 годах — ассистент, старший преподаватель кафедры марксизма-ленинизма Украинского института инженеров водного хозяйства в городе Ровно.
В 1965—1966 годах — аспирант при кафедре философии Киевского государственного университета имени Тараса Шевченко. Защитил диссертацию по теме «Развитие брачно-семейных отношений при переходе от социализма к коммунизму» (1966).
В 1966—1968 годах — и. о. доцента, доцент кафедры политэкономии и философии, секретарь партийного комитета Украинского института инженеров водного хозяйства в городе Ровно.
В 1968 — 22 октября 1971 года — секретарь Ровенского областного комитета КПУ по идеологии.
В 1971—1975 годах — 1-й заместитель заведующего отделом пропаганды и агитации ЦК КПУ.
В 1975 — августе 1991 года — главный редактор журнала «Коммунист Украины».
Одновременно в 1983—1987 годах — доцент кафедры теории и практики партийно-советской прессы факультета журналистики Киевского государственного университета имени Шевченко. Читал курс «Теория и практика журналистского мастерства».
Потом — на пенсии в городе Киеве. Скончался 5 марта 2021 года.

## Награды
- 2 ордена Трудового Красного Знамени
- орден «Знак Почета»
- орден Отечественной Войны 1-й ст. (1985)
- орден Красной Звезды (1945)
- медали
- Почетная грамота Президиума Верховного Совета УССР
- Заслуженный журналист УССР